# Modré hory
Modré hory (anglicky Blue Mountains) je pohoří nacházející se 100 km západně od města Sydney. Jedná se o protáhlý řetězec hor, jehož charakteristikou jsou mohutné, propastmi a soutěskami rozervané pískovcové hory. Nejvyšší vrchol horstva je Birds Rock (1180 m). Krajina Modrých hor je zapsána do seznamu Světového dědictví UNESCO díky rozsáhlé, převážně zalesněněné oblasti pískovcové náhorní plošiny. Vyskytují se zde vzácné druhy eukalyptů. První překonání Modrých hor v roce 1812 zaznamenala expedice badatelů Gregory Blaxlanda, Williama Charlese Wenthwortha a Williama Lawsona. V současnosti jediný velký přechod (Great Western Highway) téměř přesně sleduje obtížně nalezenou trasu těchto odvážných badatelů.
Jméno „Modré hory“ má původ v modrém oparu, který se za horkých dnů vznáší nad celou krajinou. Opar vzniká tím, že se v extrémních teplotách vypařují oleje z listů eukalyptů.

## Světové dědictví UNESCO
Od roku 2000 je podstatná část Modrých hor (10 326 km²) součástí světového přírodního dědictví UNESCO. Toto území sestává z 8 chráněných oblastí (Blue Mountains National Park, Kanangra-Boyd National Park, Gardens of Stone National Park, Jenolan Caves Karst Reserve, Thirlmere Lakes National Park, Wollemi National Park, Yengo National Park a Nattai National Park)

## Významná světová hodnota podle UNESCO
Oblast Větších modrých hor je hluboce vykrojená pískovcová plošina, která zahrnuje 1,03 milionu hektarů krajiny, které dominují eukalypty. Zahrnuje osm přilehlých chráněných rezervací, představuje jednu z největších oblastí chráněných buší v Austrálii. Je zde také výjimečné zastoupení taxonomické, fyziognomické a ekologické rozmanitosti, jež tvoří eukalypty: jedinečná ukázka vývoje rostlinného života. V této oblasti se také vyskytuje řada vzácných a endemických taxonů, včetně reliktní flóry, jako borovice wolemie vznešená (Wollemia nobilis). Průběžný výzkum nadále odhaluje bohatou vědeckou hodnotu této oblasti, protože se zde objevují další nové druhy rostlin.
Geologie a geomorfologie místa, které zahrnuje 300 metrové útesy, kaňony a vodopády, poskytuje fyzické podmínky a optické panorama pro pozorování těchto jedinečných biologických hodnot. Místo zahrnuje velké plochy s přístupnou divočinou v těsné blízkosti Sydney se svými 4,5 miliony lidmi. Jeho výjimečné hodnoty biologické rozmanitosti doplňuje řada dalších, včetně kulturních hodnot domorodého a post-evropského osídlení, geodiversity, produkce vody, divočiny, rekreace a přírodních krás.

## Turistické atrakce
- Norman Lindsay Gallery - galerie australských umělců
- Wentworth Falls - 300 metrové kaskády vodopádů
- Leura - zahrady ve stylu Art deco
- Katoomba - skalní útvar Tři sestry[p 1]
- Echo point - nejnavštěvovanější vyhlídka Modrých hor
- Scenic Skyway - lanovka ve výšce 205 m
- The Edge - panoramatické kino
- Jenolan Caves - krápníkové jeskyně objevené roku 1880

## Fotogalerie

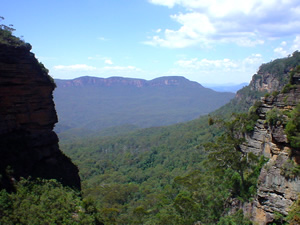
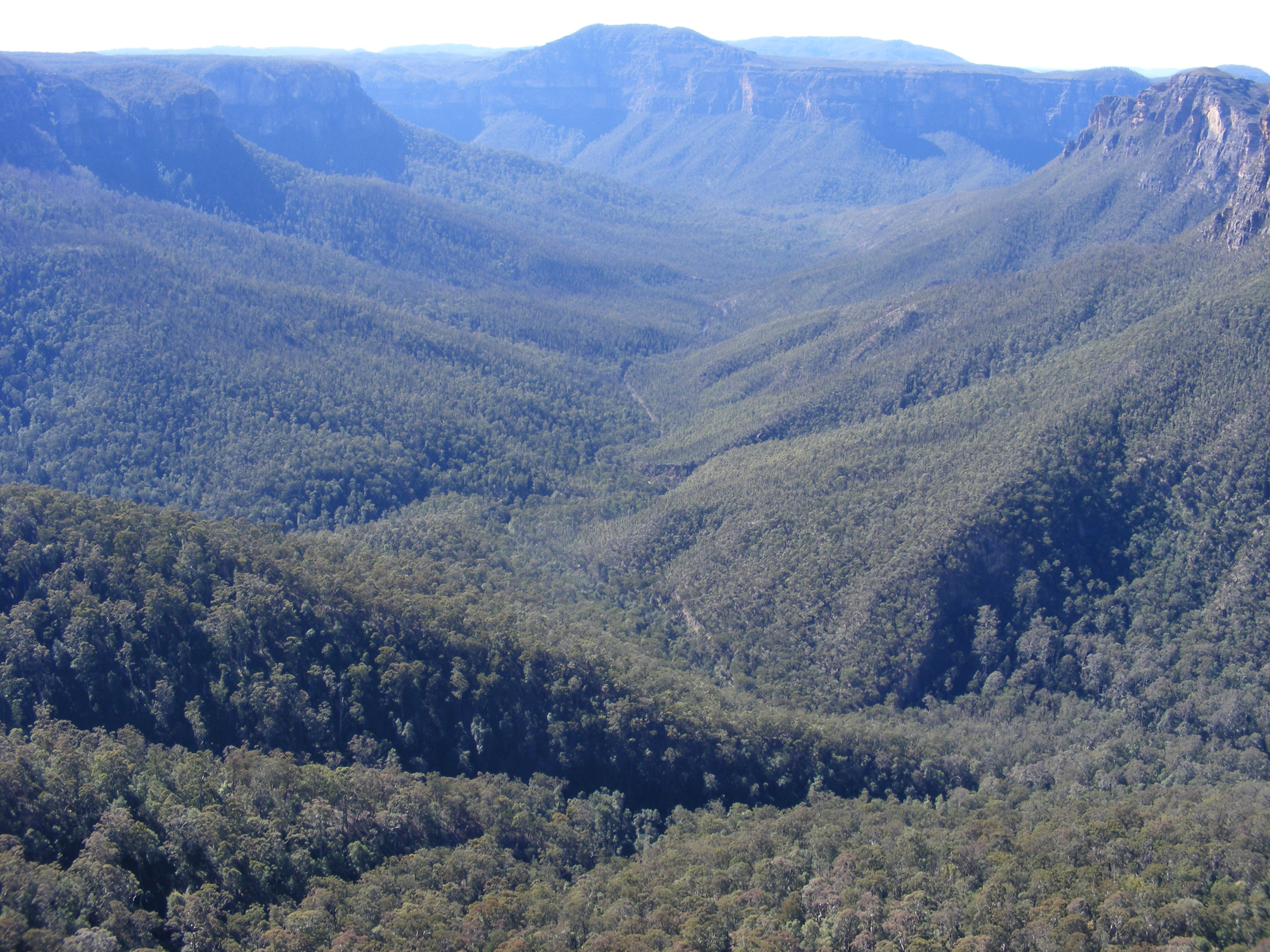
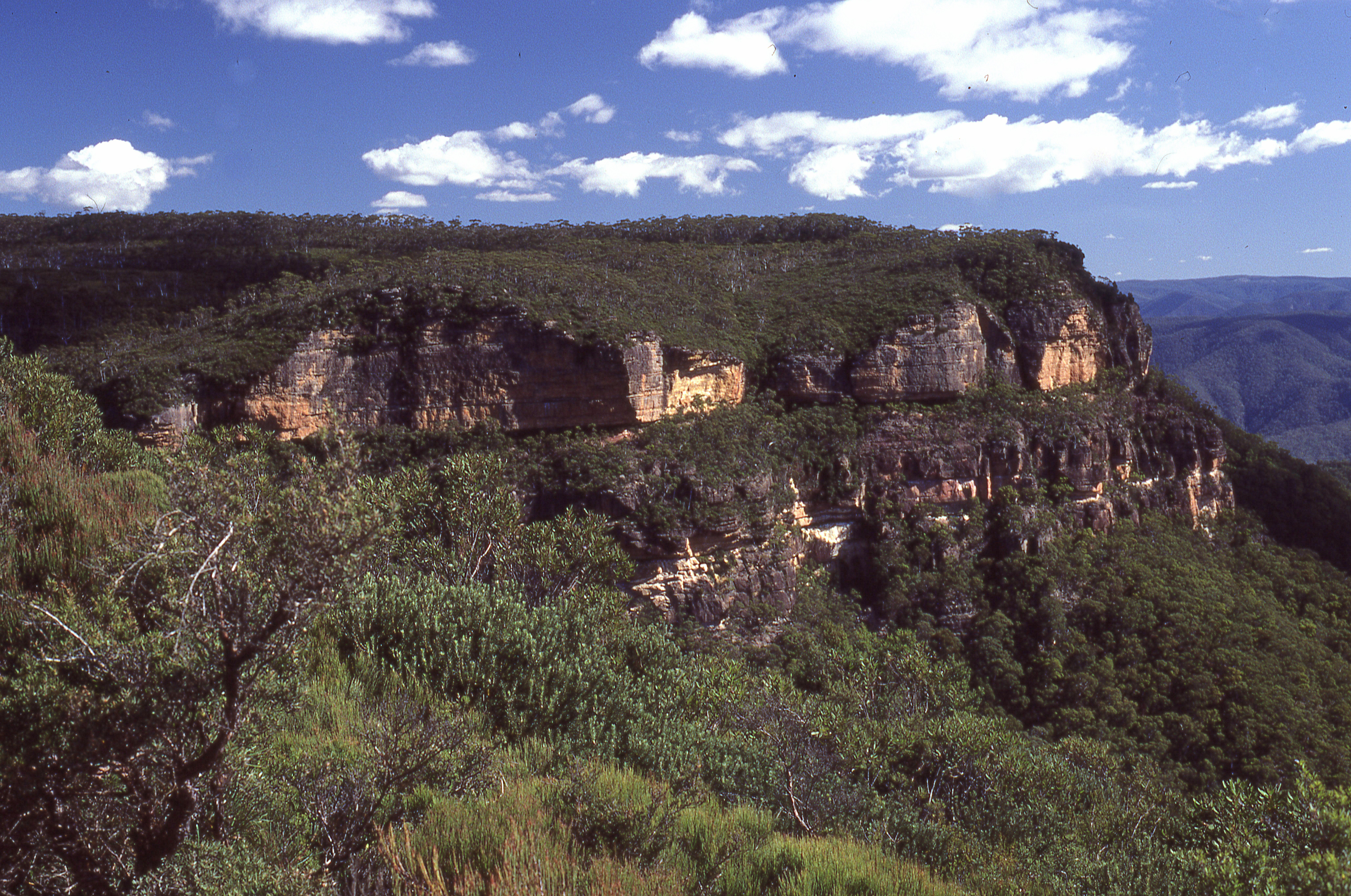
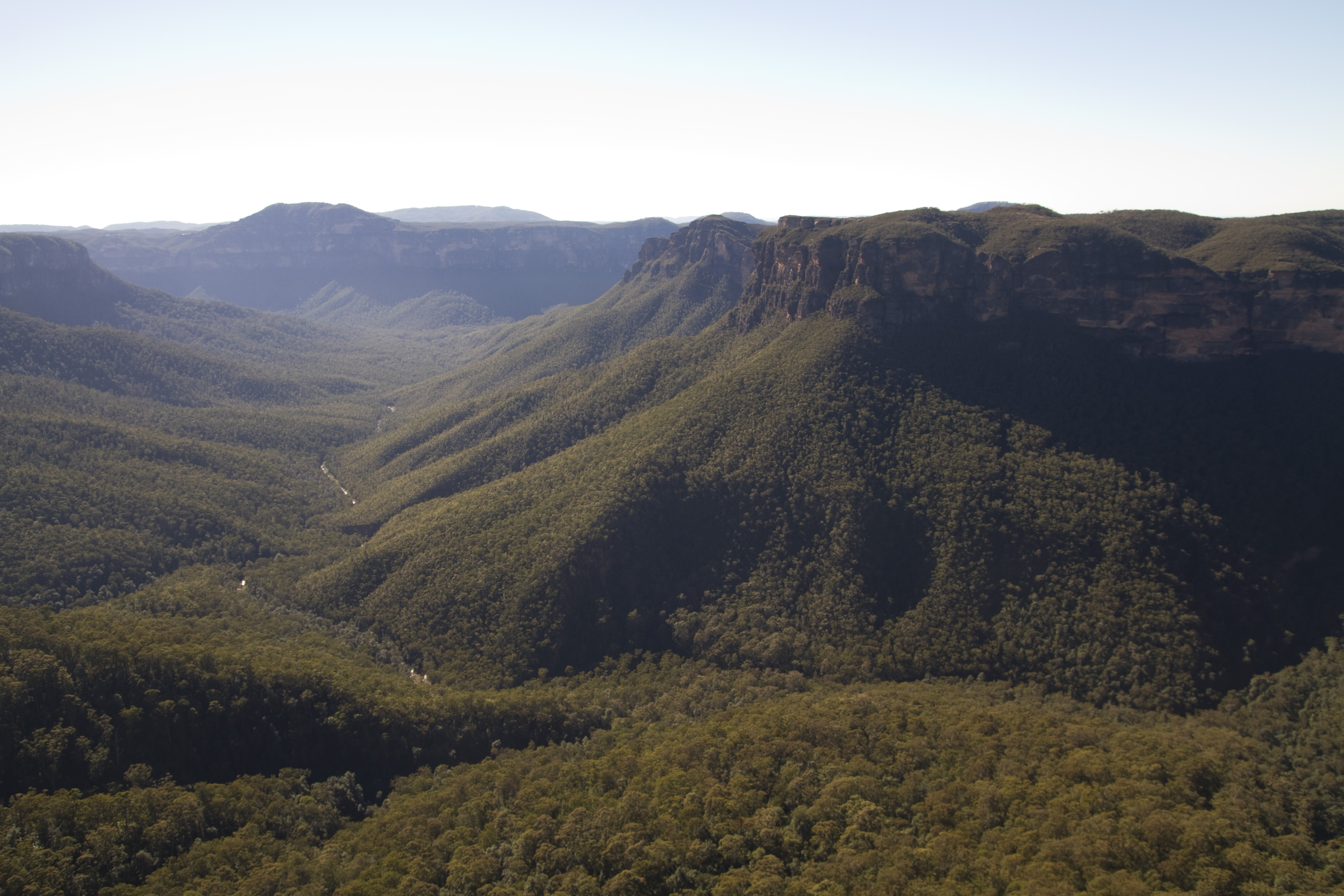